# Dorota Skowron
Dorota Maria Skowron z domu Szczygieł – polska astrofizyczka. 

## Życiorys
Dorota Skowron w 2004 ukończyła studia astronomiczne na Uniwersytecie Warszawskim. W 2009 otrzymała stopień doktora nauk fizycznych w dyscyplinie astronomia, specjalność – astrofizyka, na podstawie napisanej pod kierunkiem Grzegorza Pojmańskiego dysertacji Analiza statystyczna gwiazd pulsujących z katalogu ASAS. Staż podoktorski odbyła na Wydziale Astronomii Uniwersytetu Stanu Ohio. Kilkukrotnie wizytowała Uniwersytet Princeton. W 2022 habilitowała się na podstawie dorobku naukowego, w tym dzieła Badanie struktury oraz historii Drogi Mlecznej i Obłoków Magellana za pomocą klasycznych gwiazd pulsujących. Za pracę habilitacyjną otrzymała Nagrodę Prezesa Rady Ministrów w 2023 roku.
Pracowała jako adiunktka na Wydziale Fizyki Uniwersytetu Warszawskiego. Pracuje w Obserwatorium Astronomicznym Uniwersytetu Warszawskiego.
Członkini Rady Dyscypliny – Astronomia Rady Dyscyplin Naukowych Uniwersytetu Warszawskiego oraz Międzynarodowej Unii Astronomicznej. Członkini zespołu OGLE prowadzi grupę badającą strukturę Drogi Mlecznej i Obłoków Magellana oraz populacje gwiazdowe w tych galaktykach.
Publikowała m.in. w Science (w 2019 opublikowała trójwymiarową mapę Drogi Mlecznej), Nature i Nature Astronomy.
Wyróżniona m.in.: Nagrodą Prezesa Rady Ministrów (2020), Nagrodą im prof. Stefana Pieńkowskiego Fundację Marka Marii Pieńkowskiego i Fundację Kościuszkowską, Nagrodą Naukową im. Stefana Pieńkowskiego PAN oraz Nagrodą Naukową im. Mikołaja Kopernika PAU za „wyniki prowadzonych badań dotyczących unikalnej trójwymiarowej mapy Drogi Mlecznej zbudowanej w oparciu o gwiazdy zmienne pulsujące – cefeidy”.